# Baličevac
Baličevac (em cirílico: Баличевац) é uma vila da Sérvia localizada no município de Merošina, pertencente ao distrito de Nišava. A sua população era de 1144 habitantes segundo o censo de 2011.

## Demografia
| 1948 | 1953 | 1961 | 1971 | 1981 | 1991 | 2002 | 2011 |
| ---- | ---- | ---- | ---- | ---- | ---- | ---- | ---- |
| 1290 | 1374 | 1372 | 1322 | 1291 | 1268 | 1185 | 1144 |